# Yawl
Ne doit pas être confondu avec Yole.

Schéma d'un yawl

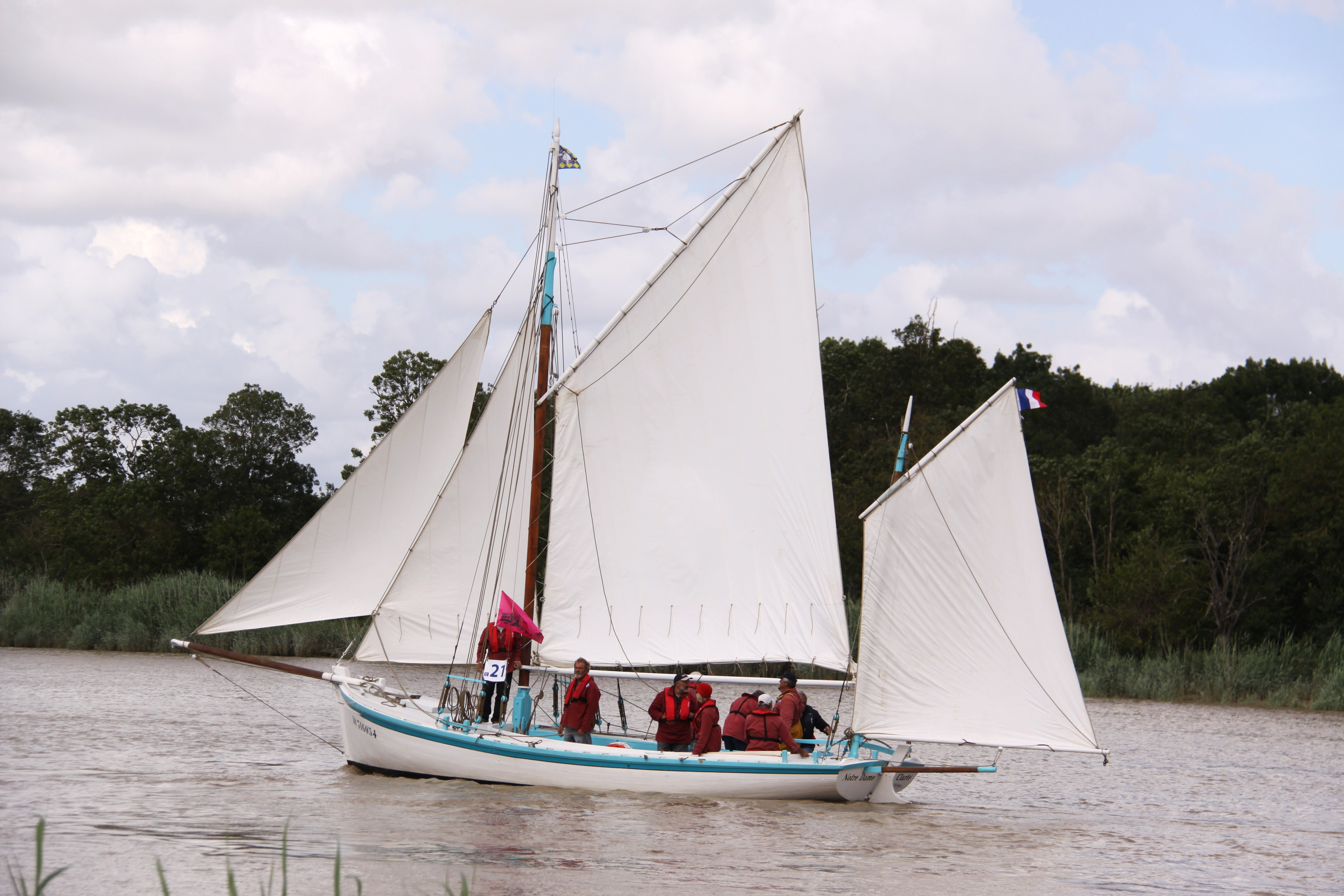
Le Notre Dame de la Clarté est gréé en yawl

Le yawl (yawl en anglais) est un voilier à deux mâts dont l'artimon (mât arrière) est positionné en arrière de la mèche de safran. Autrement dit, l'implantation du mât d'artimon, de plus petite taille que le mât principal, se situe à l'extrême arrière du pont, derrière l'axe de rotation du safran (partie mobile immergée à l'arrière du bateau servant à le diriger).
L'artimon du yawl est appelé tapecul.

## Type de yawl

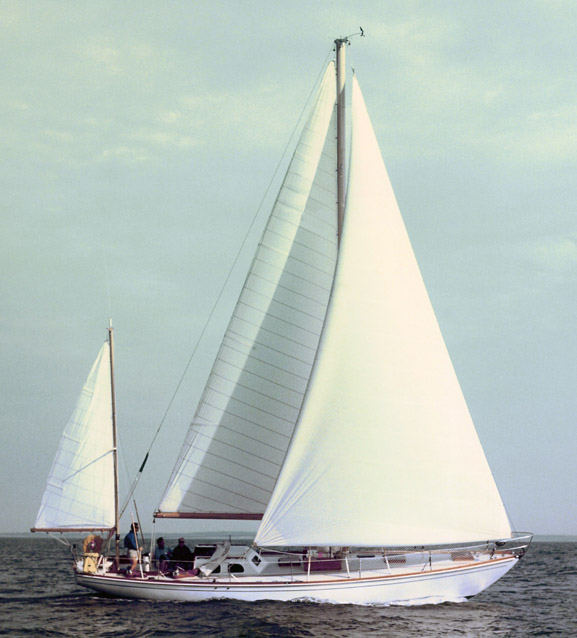
Le Yawl bermudien Odissey.

Le Dundee ou dundée (prononcer « dindé ») est un yawl de pêche utilisé à la fin du XIXe siècle et au début du XXe siècle en Manche : 

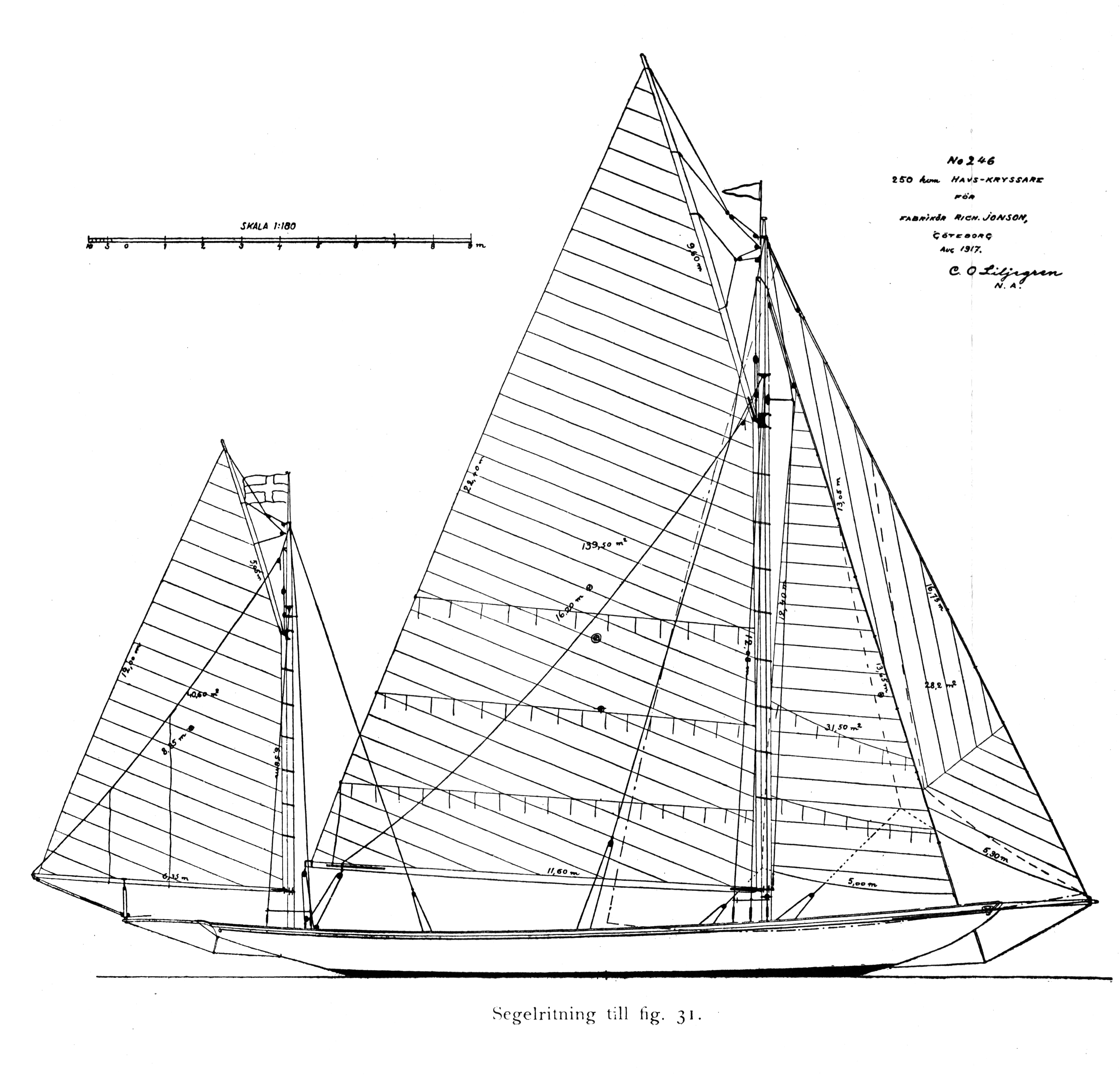
Plan d'un (1917)

- pour la pêche au hareng au filet dérivant, de Groix à Camaret,
- pour la pêche au thon à la traîne,
- le chalutage d'hiver,
- et pour la pêche à la langouste en Mauritanie.

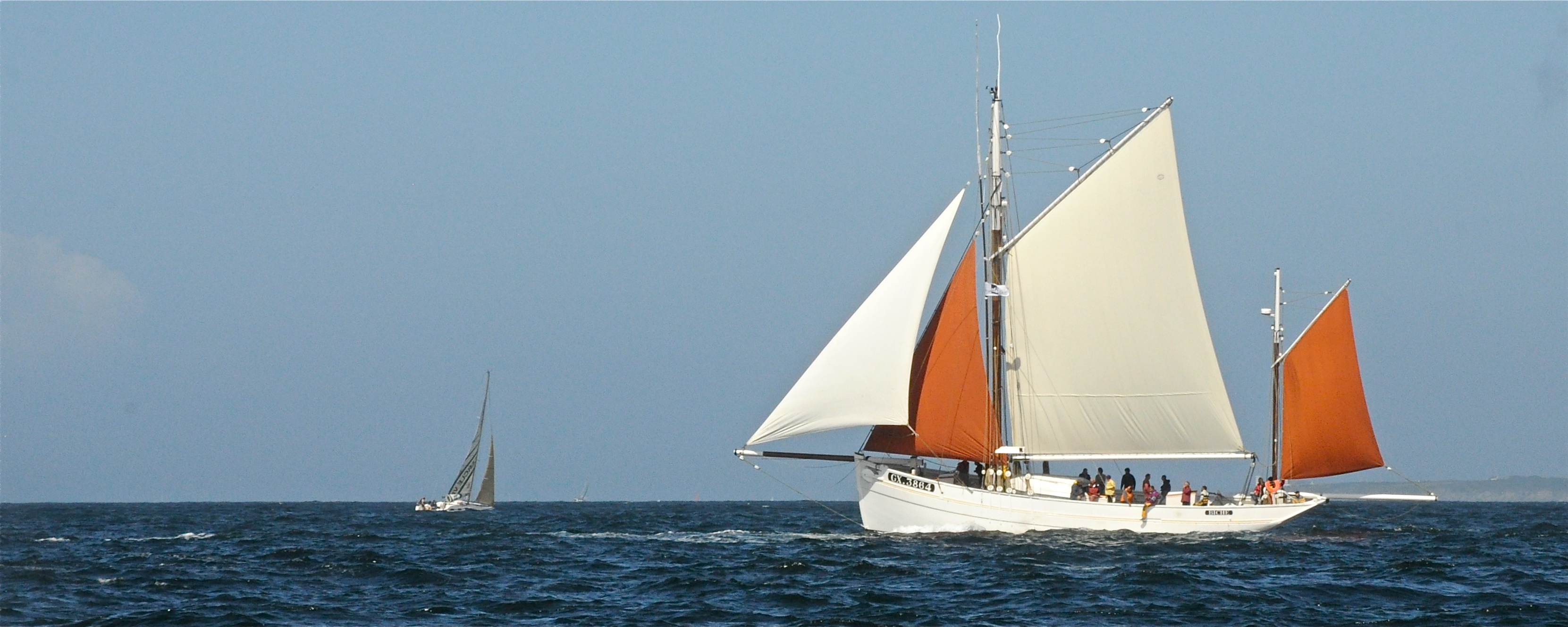
Le Biche, dernier thonier-dundee de l'île de Groix

## Différences avec d'autres gréements voisins

### Différences avec  le ketch
Le yawl est proche du ketch, la différence est liée à la position de la voile d'artimon par rapport au safran. Dans un ketch, l'artimon est positionné en avant du gouvernail et la raison d'être est de diviser la surface de la grand-voile, dans le but de rendre la manœuvre de celle-ci moins athlétique.

### Comparaison avec les gréements à deux mâts (grand-mât à l'avant)
|                     | Ketch (ketch à corne s.s.) | Ketch bermudien | Ketch à hunier | Yawl (yawl à corne s.s.) | Yawl bermudien | Goélette franche                        |
| ------------------- | -------------------------- | --------------- | -------------- | ------------------------ | -------------- | --------------------------------------- |
| Schéma du gréement  |                            |                 |                |                          |                | Goélette ou Goélette franche ("schooner |
| Exemples de navires |                            |                 |                |                          |                |                                         |

### Comparaison avec les gréements à un mât
L'artimon du yawl est appelé tapecul ; il n'a pas, à proprement parler de fonction de propulsion, mais permet d'équilibrer les gréements auriques ou bermudiens implantés généralement avec un bout-dehors (beaupré) important, surdimensionnant le triangle avant. Un yawl est un sloop ou un cotre  auquel on a ajouté un tapecul.
| Typologie de navires à un mât    | Typologie de navires à un mât | Typologie de navires à un mât | Typologie de navires à un mât  | Typologie de navires à un mât       | Typologie de navires à un mât |
| -------------------------------- | ----------------------------- | ----------------------------- | ------------------------------ | ----------------------------------- | ----------------------------- |
| Nom du gréement                  | Cotre                         | Sloop                         | Catboat ou « Canot à misaine » | Yawl (« cotre ou sloop à tapecul ») | Cotre à hunier                |
| Terme anglais                    | cutter                        | sloop                         | Catboat                        | Yawl                                | topsail cutter                |
| Particularités                   | 2 focs ou plus                | 1 foc                         | Pas de foc                     | 2 mâts                              | 2 focs ou plus et huniers     |
| Schéma                           | Cotre                         | Sloop                         | Canot à misaine                | Cotre à tapecul est un type de yawl | Cotre à Hunier                |
| Exemple de gréement traditionnel |                               |                               |                                |                                     |                               |
| Exemple de gréement bermudien    |                               |                               |                                |                                     |                               |

## Exemples de navires

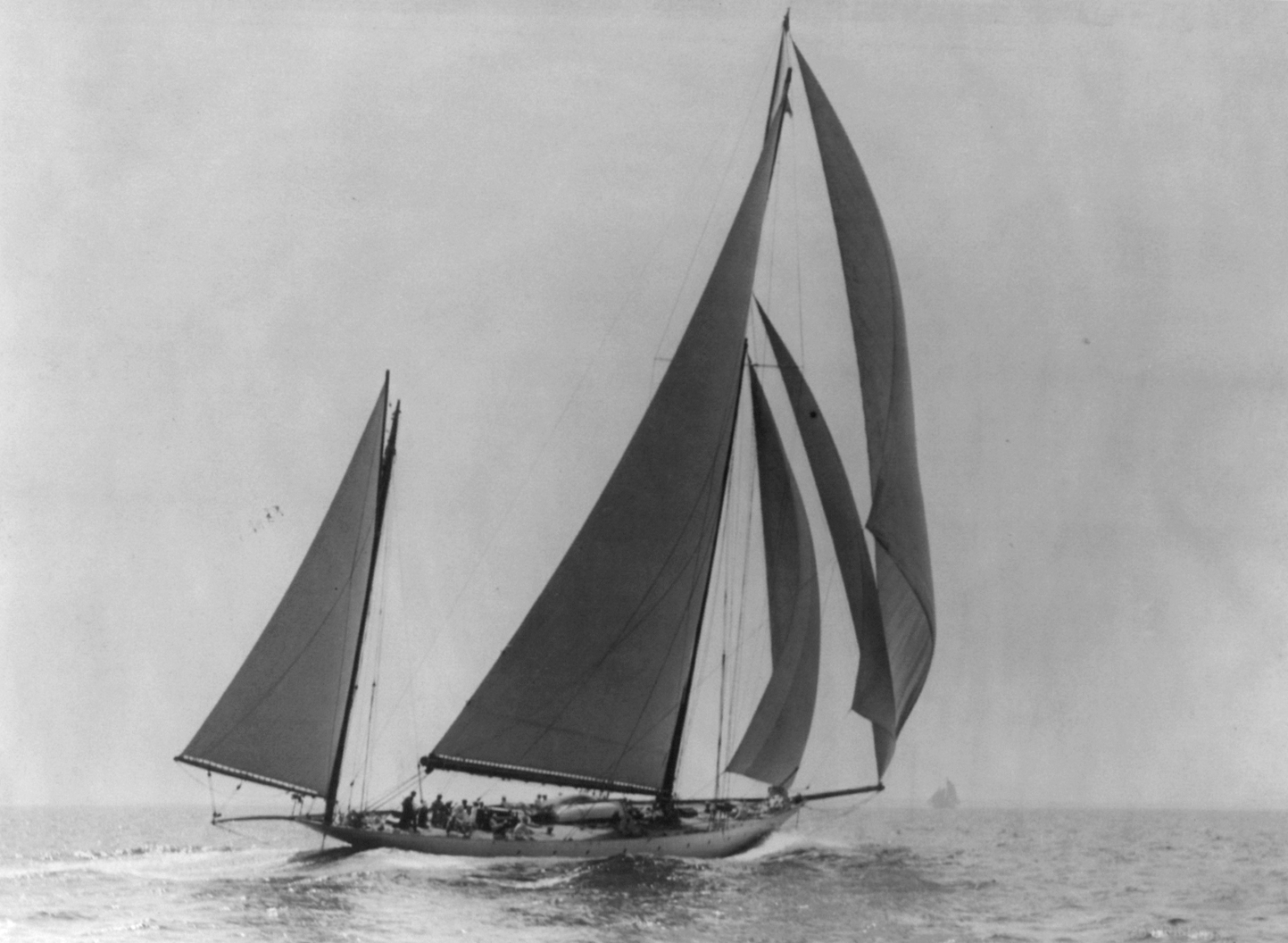
Le yawl de 85 pieds Navahoe (1893)

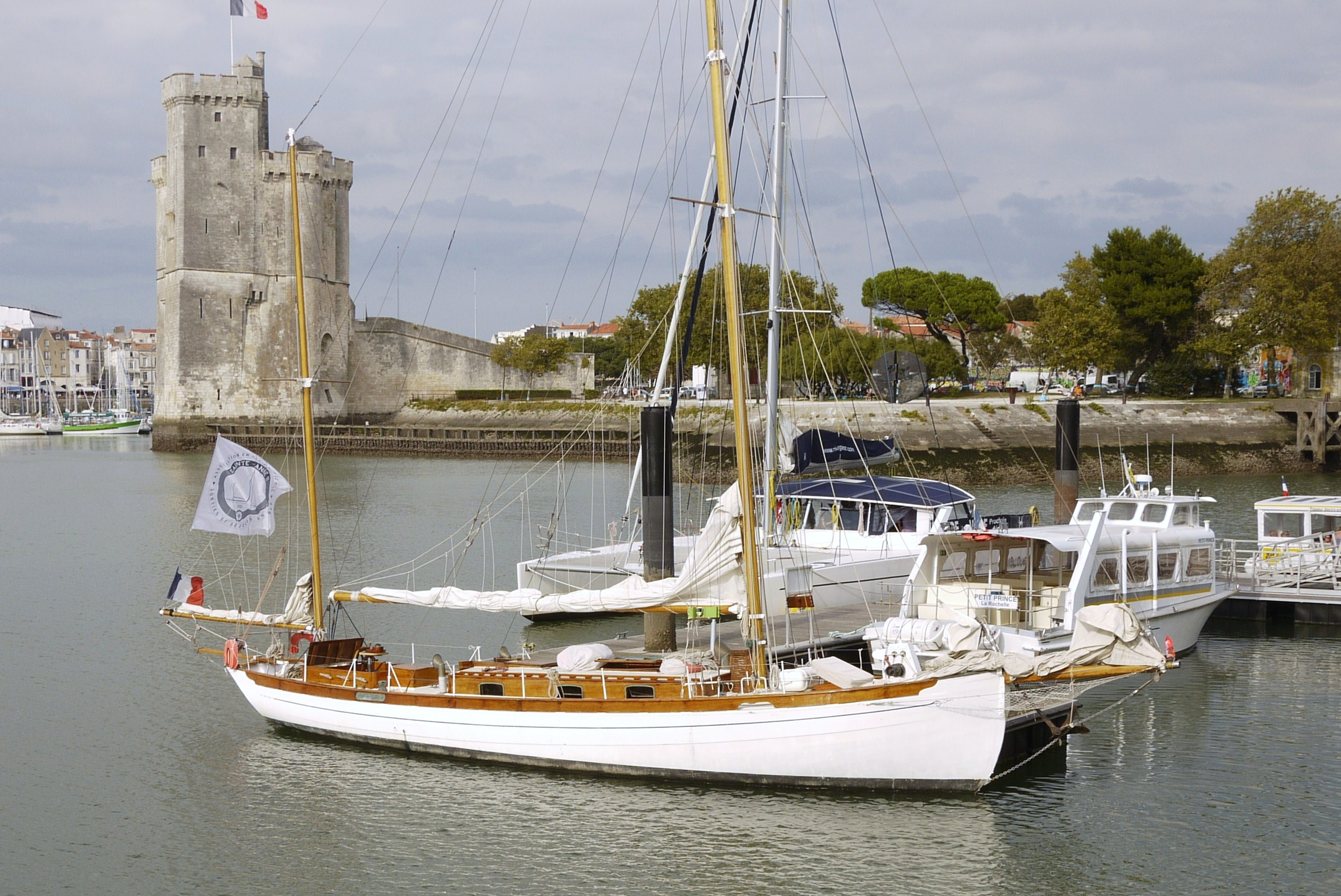
Le yawl marconi Ste Anne III (1933) à La Rochelle.

- Le Spray est un ancien cotre américain transformé ultérieurement en yawl.
- Le Gipsy Moth IV sur lequel Sir Francis Chichester boucla un tour du monde en solitaire en 1967 était un yawl.La Rose Noire II

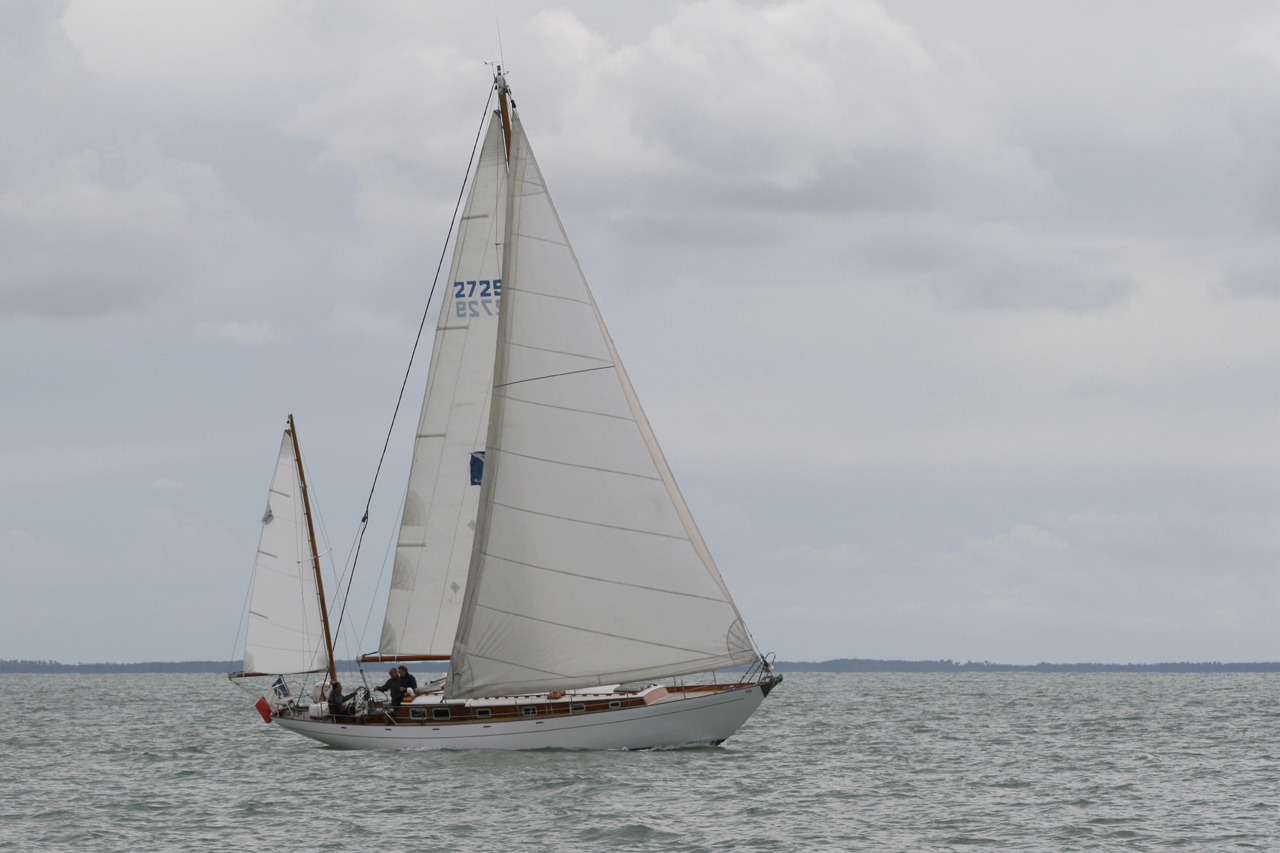
La Rose Noire II

- Le Rose Noire II (1964), ex Vindilis, est un yawl bermudien, membre du YCC La Rochelle. Construit sur un plan de Eugène Cornu, il est, depuis 2000, classé monument historique du patrimoine maritime.
- Le Lys Noir (1914) est un yawl français et un des rares voiliers de yachting. Il mouille actuellement dans le Morbihan, à Arradon en saison et à Lorient hors-saison.
- La Grande Hermine (1932) est un yawl français.
- Berliner Bär (1965) est un yawl de l'ancienne RDA.
- Le Sainte Anne III (1933) mesure 19,42 mètres de long (LHT) et 4,10 mètres de large. Voilier construit en teck.Rose Noire II.
- Bloodhound (1936) est un yawl britannique de course au large[3].
- La Nébuleuse (1949) est un dundee thonier français construit à Camaret dont le port d'attache est désormais Lézardrieux.